# Georg Ernst von Klitzing
Georg Ernst von Klitzing (* 1698 in Preußen; † 28. Oktober 1759 in Stettin) war ein preußischer Generalmajor der Infanterie und Kommandeur des Infanterieregiments Nr. 31 sowie Erbherr auf Tornow.

## Leben

### Herkunft
Er war der Sohn von Karl Magnus von Klitzing, Herr auf Groß Wardin, und dessen Ehefrau, einer geborenen Freiin von Nolden.

### Militärkarriere
Klitzing wurde im November 1714 als Gefreiterkorporal beim Infanterieregiment „Markgraf Albrecht“ angestellt. Von dort wechselte er 1729 als ältester Premierleutnant in das neuerrichtete Füsilierregiment „von Dossow“. Dort wurde er im selben Jahr Stabskapitän und erhielt im September 1730 als Kapitän eine Kompanie. Mit dieser machte Klitzing als Major während des Zweiten Schlesischen Krieges die Belagerung von Prag mit.
Es folgten Beförderungen zum Oberstleutnant im Juni 1751 und im September 1754 zum Oberst und die Ernennung zum Kommandeur des Regiments Nr. 31. Am 9. Dezember 1758 wurde er zum Generalmajor ernannt.
Er kämpfte im Siebenjährigen Krieg bei Prag und Kay. In der Schlacht bei Breslau kommandierte er das erste Bataillon des Regiments. Während das Bataillon gegen das vom Feind besetzte Dorf Kleinburg vorrückt, gab er den einzelnen Pelotons Feuerbefehle wie auf dem Exerzierplatz. In der Schlacht bei Kunersdorf am 12. August 1758 wurde er durch den Arm geschossen. Er kam zur Behandlung nach Stettin, wo er am 28. Oktober 1759 verstarb und drei Tage später in der dortigen Garnisonskirche beigesetzt wurde.

### Familie
Klitzing hatte sich am 15. März 1722 in Tornow mit Wilhelmine Elisabeth von Mörner aus dem Haus Klössow († 10. Mai 1769 in Sternberg) verheiratet. Aus der Ehe gingen folgende Kinder hervor:
- Charlotte Hedwig Maria (* 1723 in Zielenzig) ⚭ von Rosenthal, Hauptmann
- Luise Katharina Wilhelmine (* 1725)

⚭ Friedrich Ernst von Mörner, dänischer Major
⚭ von Glassey, Hauptmann
- Hans Sigismund (* 14. Oktober 1726 in Voigtsdorf)